# Dècada del 1270

## Esdeveniments
- Sant Tomàs d'Aquino culmina la seva obra Summa Teològica.
- Es completen les taules alfonsines d'astronomia.
- Període de sequera a l'Amèrica del Nord i Anglaterra.
- Es decideix que el papa haurà de ser escollir en conclave.
- Els mongols inicien la invasió del Japó.
- Ramon Llull funda una escola a Mallorca per ensenyar àrab i ajudar a convertir els musulmans al cristianisme.
- Se signen els drets compartits entre el bisbe d'Urgell i el comtat de Foix sobre Andorra.
- Es reobre la ruta de la Seda.
- Fracàs de les croades VII i XI.
- Es crema per primer cop una suposada bruixa.
- Primera còpia escrita de l'Avesta conservada.

## Personatges destacats
- Marco Polo.
- Sant Tomàs d'Aquino.
- Alfons X el Savi.
- Ramon Llull.
- Jaume I.
- Roger Bacon.